# Andreas Håtveit
Andreas Håtveit (Hallingdal, 9 juli 1986) is een Noorse freestyleskiër. Hij is gespecialiseerd op de onderdelen halfpipe en slopestyle.

## Carrière
Op de wereldkampioenschappen freestyleskiën 2005 in Ruka eindigde Håtveit als vierde in de halfpipe. De Noor veroverde de gouden medaille op het onderdeel slopestyle op de Winter X Games XII (2008) in Aspen. Op het onderdeel slopestyle behaalde hij in 2010 de zilveren medaille en in 2011 en 2012 de bronzen medaille op de Winter X Games.
Bij zijn wereldbekerdebuut, in februari 2013 in Silvaplana, scoorde Håtveit direct wereldbekerpunten. In Voss nam de Noor deel aan de wereldkampioenschappen freestyleskiën 2013. Op dit toernooi eindigde hij als vierde op het onderdeel slopestyle. Op 21 december 2013 boekte hij in Copper Mountain zijn eerste wereldbekerzege.

## Resultaten

### Wereldkampioenschappen
| Jaar | Plaats | Resultaten    |
| ---- | ------ | ------------- |
| 2005 | Ruka   | 4e Halfpipe   |
| 2013 | Voss   | 4e Slopestyle |

### Wereldbeker
Eindklasseringen
| Seizoen   | Algm | SS  |
| --------- | ---- | --- |
| 2012/2013 | 240e | 62e |

Wereldbekerzeges
| Datum            | Plaats          | Onderdeel  |
| ---------------- | --------------- | ---------- |
| 21 december 2013 | Copper Mountain | Slopestyle |